# Kirsten Ortwed
Kirsten Ortwed, (født 28. maj 1948 i Virum) er en dansk billedhugger. Kirsten Ortwed er uddannet på Det Kongelige Danske Kunstakademi, hvor hun studerede fra 1972 til 1975.

## Kunstnerisk praksis
Kirsten Ortweds arbejder udgør grundlæggende undersøgelser af skulpturens form-, rum-, og materiale. Hun er blandt andet optaget af skulpturens negative rum og dens mellemrum. Arbejdsprocessen og materialets forarbejdning forbliver synlig i det endelige værk, som ofte fremstår råt og stofligt. Andre kendetegn ved Kirsten Ortweds skulpturer er sammenstødet mellem geometriske og amorfe former samt en uudgrundelig fornemmelse for ’urform’.

## Udstillinger
Kirsten Ortwed har haft soloudstillinger på Statens Museum for Kunst (2008), Kunsten, Aalborg (2002), Horsens Kunstmuseum (2000), Malmö konsthall (med Lawrence Weiner og Barry Le Va) (1999), Musée des Beaux-Arts de Nantes (1994), Städtische Museen Heilbronn (1993) og Reykjavik kunstmuseum (islandsk: Listasafn Reykjavíkur) (1992).
Kirsten Ortwed repræsenterede Danmark på Venedig-biennalen (1997).

## Skulpturer i det offentlige rum
Brønden og Ædeltårnet, Aars (1996), Raoul Wallenberg monumentet, Stockholm (2001), Berings-øen, Horsens (2002), Sten til indre gårde til Frederiksberg Gymnasium (2004), Syntax & Section, Lunds Universitet (2004), Mindesten for Kong Håkon ved Charlottenlund Slot (2005), Platform til Statsfængslet Østjylland i Horsens (2006), skulpturen 14-7-2006 (2016) Skulpturstopp i Moss, Norge, kolonnaden "The gate" på Københavns Universitets Søndre Campus (2017).

## Repræsentation
Kirsten Ortwed er repræsenteret på Statens Museum for Kunst med installationen ”Tons of Circumstances”, skabt til Venedig-biennalen 1997 og erhvervet af museet i 2008. Derudover er hendes værker indkøbt af Kunsten i Aalborg og Horsens Kunstmuseum.

## Hædersbevisninger
Kirsten Ortwed modtog i 1995 Eckersberg Medaillen, i 1998 modtog hun Carl Nielsens og Anne Marie Carl-Nielsens Legat og i 2002 blev hun tildelt Thorvaldsen Medaillen. I 1994 fik hun Tagea Brandts Rejselegat og i 1987 fik hun Statens Kunstfond 3-årige arbejdslegat og modtager i dag Hædersydelse.

## Kunstnersammenslutninger
Medlem af kunstnersammenslutningen Den Frie.